# Từ điển đàm thoại

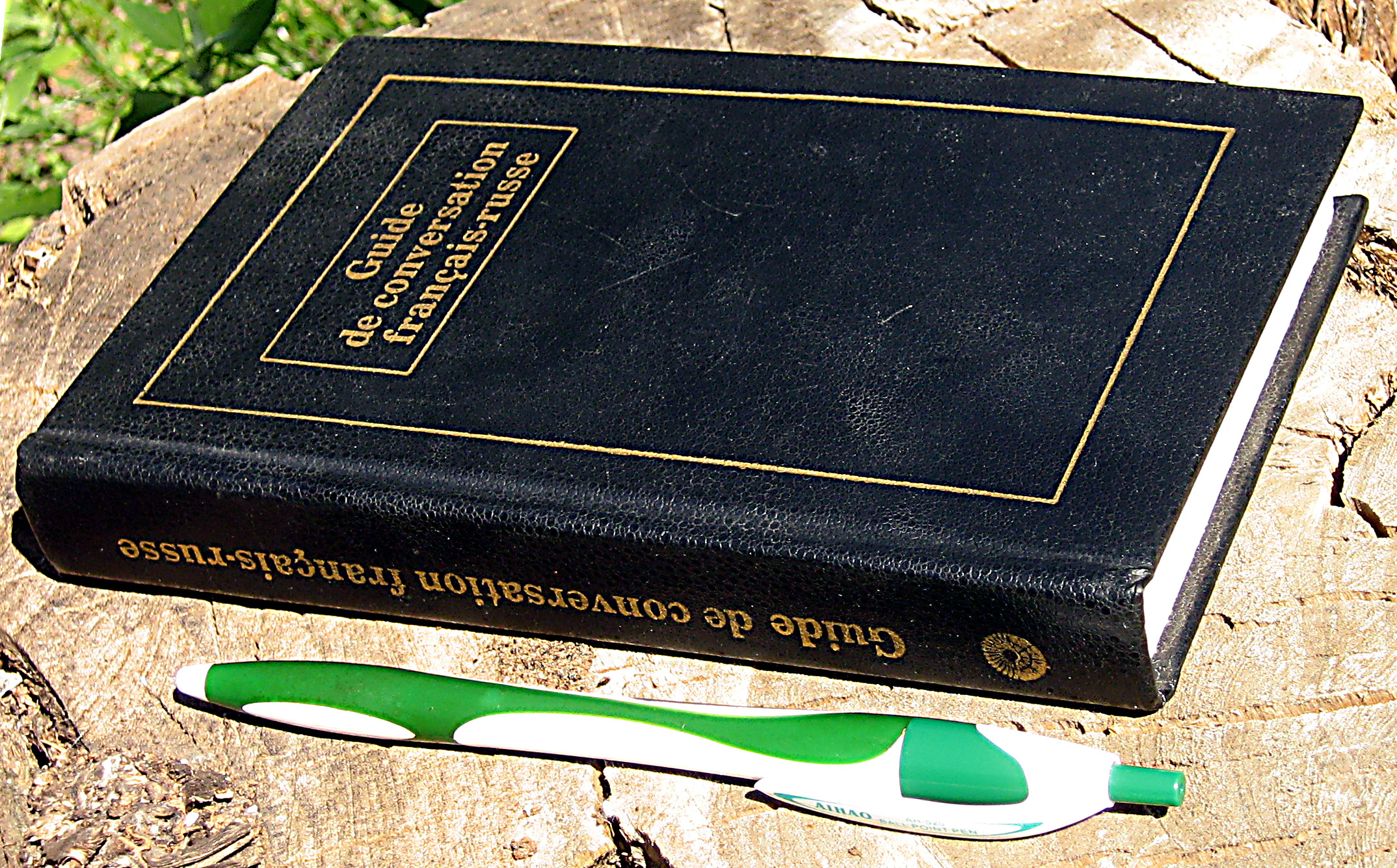
Từ điển đàm thoại.

Từ điển đàm thoại hay sách hướng dẫn đàm thoại là một cuốn sách tuyển tập các cụm từ, thành ngữ, lối diễn đạt thường gặp của một ngoại ngữ. Các thông tin trên sẽ đi đôi với một bản dịch, và thường được trình bày dưới dạng các câu hỏi và câu trả lời.

## Kết cấu
Từ điển đàm thoại yếu sẽ được chia theo các chủ đề thành nhiều chương như riêng, chẳng hạn như mối quan hệ, ẩm thực, khám chữa bệnh, mua sắm. Bên cạnh đó, sách đồng thời còn chứa các thông tin hữu ích cơ bản về văn hóa, phong tục về điểm đến.
Một cuốn từ điển đàm thoại thường mang tính thực tiễn cao, ưu tiên giúp giao tiếp một cách nhanh chóng và dễ dàng. Sách nhiều khi được đánh dấu theo màu để tiện tra cứu, và đôi khi còn cung cấp sẵn một số câu trả lời khả thi cho những câu hỏi thường gặp để người dùng chỉ thẳng vào cho người mình giao tiếp cùng đọc.

## Lịch sử

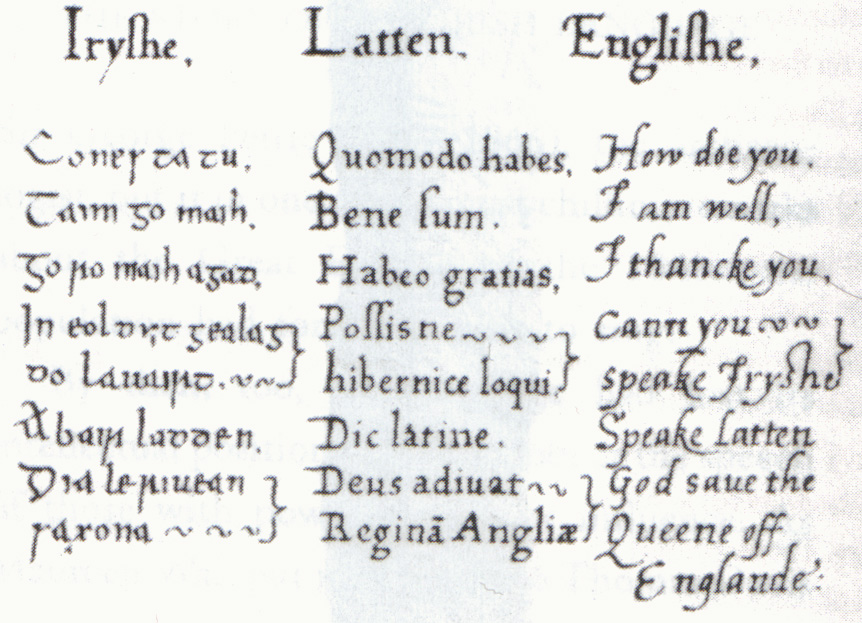
Sách vỡ lòng tiếng Ailen và tiếng Latinh của Elizabeth I, 1560-1580

Từ điển đàm thoại viết tay đã được sử dụng ở Châu Âu từ thời Trung Cổ bởi những người hành hương đến Đất Thánh, với nội dung bao gồm các ngôn ngữ chính của Châu Âu, tiếng Hy Lạp, và tiếng Do Thái. Vào thế kỷ 15, từ điển đàm thoại được biên soạn cho giới thương gia cũng xuất hiện. Ví dụ sớm nhất về loại từ điển đàm thoại này là một bản thảo năm 1424 do một Thầy George xứ Nuremberg biên soạn, nhằm giúp các thương gia Ý sử dụng tiếng Đức cao địa.
Từ điển đàm thoại bản in xuất hiện vào cuối thế kỷ 15, với ví dụ tiêu biểu là Good Boke to Lerne to Speke French (khoảng giai đoạn 1493-1496).
Ở Châu Á, từ điển đàm thoại đã được biên soạn cho những du khách qua lại trên Con đường Tơ lụa từ thiên niên kỷ đầu tiên sau Công nguyên, với ví dụ bao gồm bản thảo Đôn Hoàng, chứa một số câu tiếng Saka và tiếng Phạn hữu ích.